# Nemzeti Bajnokság I 1922-1923
L'edizione 1922-23 del Nemzeti Bajnokság I vide la vittoria finale dell'MTK, che conquistò il suo decimo titolo, l'ottavo ufficiale consecutivo.
Capocannoniere del torneo fu István Priboj dell'Újpesti TE con 25 reti.
Il campionato era costituito da un girone per le squadre di Budapest, più altri sei campionati regionali. I sei vincitori regionali si sarebbero sfidato tra di loro, e la vincente avrebbe sfidato la vincente di Budapest per il titolo nazionale.
La finale per il titolo è stata MTK - Szombathelyi AK 2-0

## Classifica (Budapest)
|    | Classifica              | G  | V  | N | P  | GF | GS | Dif | Pt |
| -- | ----------------------- | -- | -- | - | -- | -- | -- | --- | -- |
| 1  | MTK (C)                 | 22 | 17 | 3 | 2  | 61 | 15 | +46 | 37 |
| 2  | Újpesti TE              | 22 | 16 | 2 | 4  | 49 | 11 | +38 | 34 |
| 3  | Ferencvárosi TC         | 22 | 12 | 8 | 2  | 34 | 17 | +17 | 32 |
| 4  | Vasas SC                | 22 | 10 | 8 | 4  | 37 | 31 | +6  | 28 |
| 5  | Törekvés SE             | 22 | 9  | 6 | 7  | 41 | 33 | +8  | 24 |
| 6  | VAC                     | 22 | 7  | 7 | 8  | 24 | 28 | -4  | 21 |
| 7  | III. Kerületi TVE       | 22 | 8  | 5 | 9  | 25 | 38 | -13 | 21 |
| 8  | Zuglói AC               | 22 | 7  | 5 | 10 | 20 | 31 | -11 | 19 |
| 9  | Budapesti TC            | 22 | 6  | 5 | 11 | 21 | 36 | -15 | 17 |
| 10 | Kispesti AC             | 22 | 3  | 9 | 10 | 15 | 28 | -13 | 15 |
| 11 | Magyar AC               | 22 | 3  | 2 | 17 | 10 | 37 | -27 | 8  |
| 12 | Műegyetemi Atlétikai FC | 22 | 2  | 4 | 16 | 10 | 42 | -32 | 8  |

- (C) Campione nella stagione precedente

### Verdetti
- MTK campione d'Ungheria 1922-23.
- Magyar AC e Műegyetemi Atlétikai FC retrocesse in Nemzeti Bajnokság II.